# 小行星3224
小行星3224（3224 Irkutsk）是一颗围绕太阳公转的小行星。1977年9月11日，尼古拉·切爾尼赫在克里米亚发现了此天体。
該小行星以俄羅斯的城市伊爾庫次克命名。
这颗小行星的绝对星等为4.342401863156844等。